# Diaphone pyrsonota
Diaphone pyrsonota là một loài bướm đêm trong họ Noctuidae.